# جامعه‌شناسی اجتماع
جامعه‌شناسی اجتماع (به انگلیسی: Sociology of Community) کتابی که توسط ماکس وبر (۲۱ آوریل ۱۸۶۴–۱۴ ژوئن ۱۹۲۰) اقتصاددان و جامعه‌شناس آلمانی نوشته شده‌است.

## زبان
نسخه اصلی کتاب به زبان آلمانی و پس از مرگ وبر منتشر شد ولی ترجمه‌های مختلفی به انگلیسی وجود دارد.

## موضوع
این متن دیدگاه‌های وبر در مورد اقتصاد، جامعه، قومیت و ملی‌گرایی را پوشش می‌دهد.